# 灯心草
灯心草（学名：Juncus effusus），又名圓藺、灯芯草、水灯花、水灯心、蔺草、灯草、龍鬚草、野席草、马棕根、野马棕，是灯心草属多年生草本植物，分布于全球温暖地区，生长于海拔200－3,400米的地区。其种加词“Effusus”意为“散乱的”。

## 特征
秆丛生，株高0.4－1.5米，常生于溪渠边，而在其他土壤湿润的地区也可生长，如沼泽、湿地、沟渠、河滩等腐殖质丰富的地区。
灯心草秆为圆柱形，内充满乳白色的轻髓，淡黄色聚伞花序从距植株顶端约5－20厘米处生出，而此处就是茎的末端，其上段实际上是苞片，宛如茎秆状直立延伸，因此花序是假侧生。叶退化，芒刺状，植株下部有鳞状鞘叶，基部叶紫褐或淡褐色，叶鞘先端尖。花期5－6月，果期7－8月。

## 用途
灯心草在古代是蠟燭的替代品，普遍為平民使用。18世紀的學者吉爾伯特·懷特的1789年的《塞爾伯恩博物志》中記錄當時只需要1先令就能購入一磅的曬乾灯心草（共1600根），再用2先令購入6磅油脂用來浸泡灯心草，一根能燃燒57分鐘，當時3先令不過一支蠟燭的價錢。他的老管家表示一磅半的灯心草足夠他一家全年的照明需求。燃燒用的油除了動物油外，還可以使用植物油如亞麻、油菜、核桃等。

## 相關文化
燈心草帽子 (Cap-o'-Rushes) 是一個著名的英國童話。

## 相關連結
- 藺草
- 蒲，又名大甲藺
- 茳芏

## 外部連結
- 燈心草 Dengxincao （页面存档备份，存于） 藥用植物圖像數據庫 (香港浸會大學中醫藥學院) （中文）（英文）
- 燈心草 中藥材圖像數據庫  (香港浸會大學中醫藥學院) （中文）（英文）
- 燈心草 Deng Xin Cao （页面存档备份，存于） 中藥標本數據庫 (香港浸會大學中醫藥學院) （繁體中文）（英文）

## 延伸阅读
[在维基数据编辑]
 《欽定古今圖書集成·博物彙編·草木典·燈心草部》，出自陈梦雷《古今圖書集成》
 《植物名實圖考·燈心草》，出自吳其濬《植物名實圖考》